# Planalto Serrano

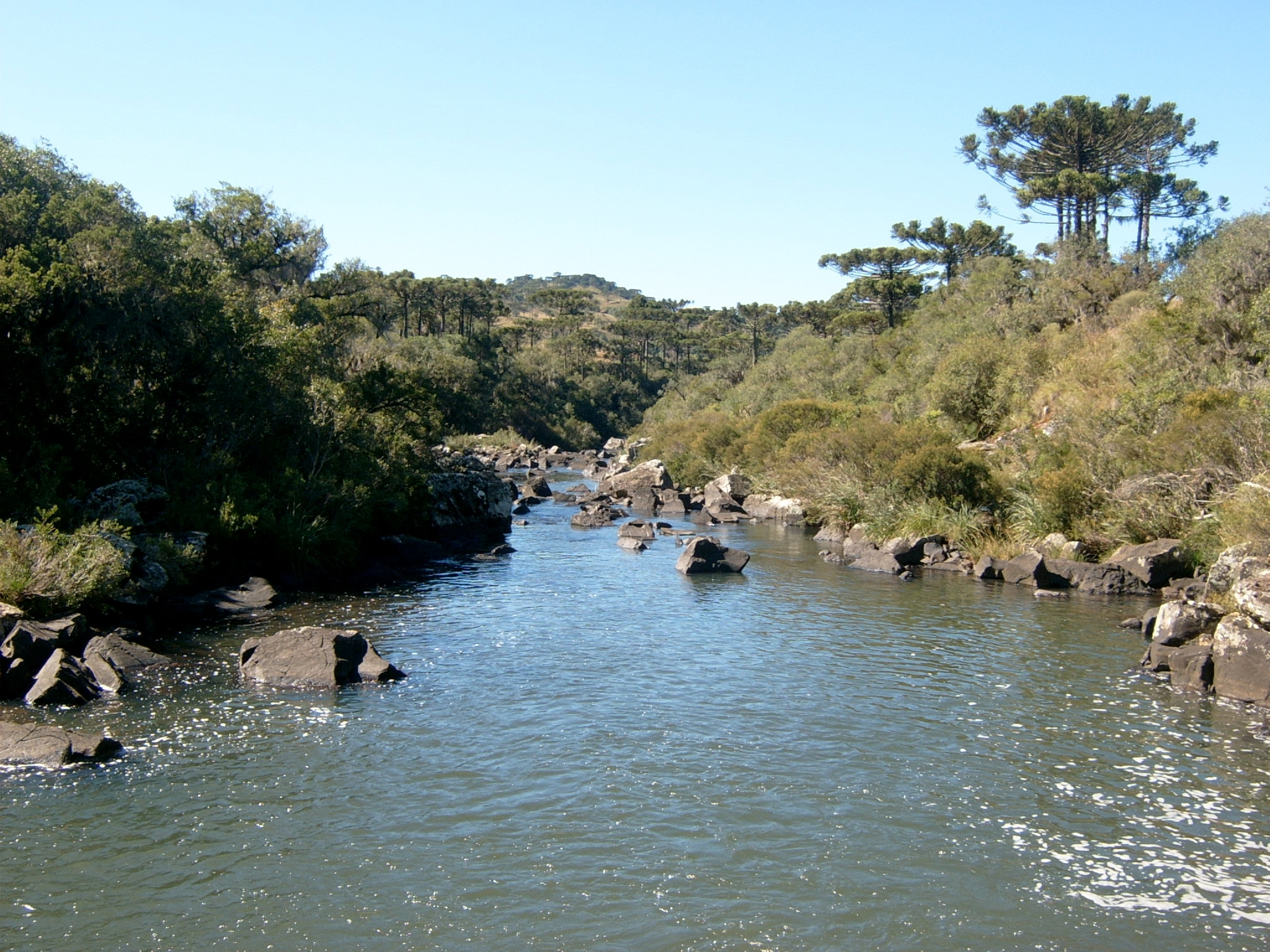
Paisagem típica do planalto Serrano, com araucárias e rio de pedras

O planalto Serrano ou serra Catarinense é uma região que aproximadamente inclui as mesorregiões do Oeste Catarinense Serrana e parte do Norte Catarinense. Distante cerca de 100 quilômetros do litoral do estado, com montanhas que ultrapassam os mil metros de altitude e clima temperado oceânico, a região abriga importantes cidades como Lages e São Joaquim.

## Geografia
Grande parte das suas cidades estão a mais de mil metros de altitude, o que permite que durante o inverno ocorra a geada e a neve, com a temperatura freqüentemente atingindo marcas negativas, já tendo chegado a temperaturas extremas como -17,8°C (não oficial) no morro da Igreja em 1996.
Formada por camadas de basalto (derrames de lavas), intercaladas com camadas de arenito,  A superfície do planalto é regular e se inclina suavemente para oeste. Os rios que correm para o Paraná abriram nele profundos vales.
As atividades econômicas estão ligadas à pecuária, à agroindústria e uma grande área destinada à indústria florestal. O turismo de inverno está associado ao frio, às paisagens bucólicas e também pela neve que se precipita em algumas cidades, trazendo o fluxo de turistas para a região.

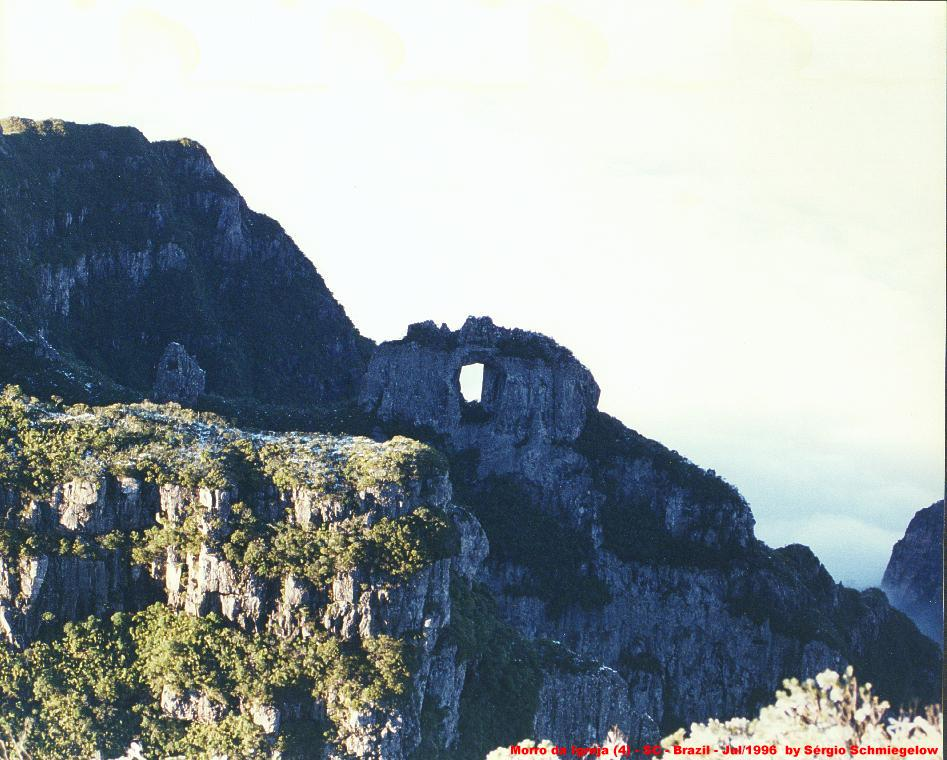
Morro da Igreja, ponto onde foi registrada a menor temperatura do Brasil: -17,8°C.

No município de Bom Jardim da Serra encontra-se a serra do Rio do Rastro (ou Serra do Doze), que desce em curvas sinuosas de uma altitude de 1.467 metros até o nível do mar em Lauro Müller. A vista do mirante da serra é uma atração à parte, pois é possível se avistar o mar em dias claros.
A região é coberta pela mata de Araucárias, típica das regiões de planalto do sul do Brasil.

### Clima
Nas zonas mais elevadas do setor norte do planalto, o verão é fresco e o inverno frio. No planalto sul, devido às altitudes que variam de cerca de 800 a até 1828 metros, o frio é mais ainda forte e perdura por mais tempo. Ali, é frequente a ocorrência de geadas e neve, com temperaturas que podem atingir 15 °C negativos. Bom Jardim da Serra, São Joaquim, Urubici e Urupema são os municípios mais frios do estado e estão entre os mais frios do Brasil.
Segundo o Instituto Nacional de Meteorologia (INMET), em Caçador foi registrada a menor temperatura (em registros oficiais) já observada no Brasil, de -14 °C, em junho de 1952. A segunda menor temperatura oficialmente registrada no país foi de -11,6 °C, em Xanxerê, no oeste do estado, em 20 de julho de 1953.

## Relevo

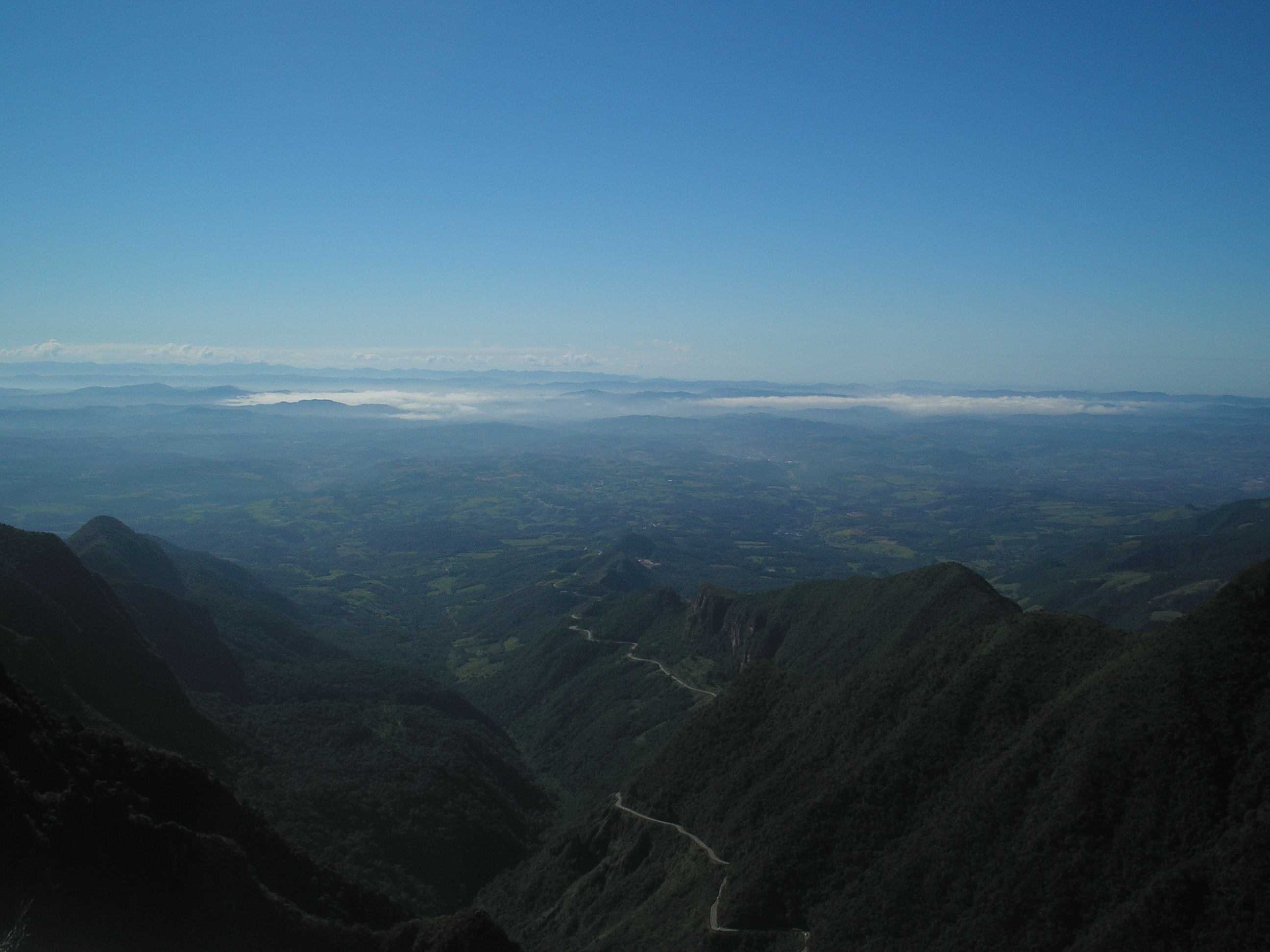
A serra Catarinense possui a maior cadeia de montanhas do sul do país.

É na região serrana catarinense que se localiza o ponto mais alto do estado, o morro da Boa Vista, situado entre os municípios de Urubici e Bom Retiro, com uma altitude de 1.827 m.
O segundo ponto mais elevado do estado é o morro da Igreja com 1.822 metros acima do nível do mar, situado no município de Bom Jardim da Serra, próximo às divisas com Urubici, Grão Pará e Orleans. O morro da Igreja é considerado o ponto habitado mais alto da Região Sul do Brasil.
Com 77% de seu território acima de 300m de altitude e 52% acima de 600m, Santa Catarina figura entre os estados brasileiros de mais forte relevo. Formada por camadas de basalto, intercaladas com camadas de arenito,  a superfície do planalto é regular e se inclina suavemente para oeste.

## Turismo
O turismo na região encontram-se em constante desenvolvimento, procurando prover os visitantes com uma infraestrutura mais adequada.
Lages, o maior município da Serra Catarinense, tem em torno de 170 mil habitantes e é considerado o berço do turismo rural no Brasil. Foi lá que as primeiras fazendas se transformaram em hotéis, na década de 1980, oferecendo aos turistas o cenário ideal para um contato direto e genuíno com a natureza e com o ambiente rural.
Os principais pontos turísticos da região são:
- Alagados: região de fácil acesso e de extrema beleza, onde se destaca a variedade de fauna e flora, podendo ser utilizada como área de pesca esportiva e de estudos ecológicos.

- Cânion das Laranjeiras - Fazenda Santa Cândida: Situado na localidade de Santa Bárbara no município de Bom Jardim da Serra, o cânion das Laranjeiras é um dos destaques da região, sendo mais uma demonstração de beleza da serra Geral. Chega-se ao local através de trilhas, percorridas a pé ou a cavalo.

- Cascata da Barrinha: Localizada às margens da Rodovia SC-438, a 3 km do centro de Bom Jardim da Serra. Seu fácil acesso possibilita a visitação e a utilização como balneário de piquenique.

- Morro da Igreja: Diferente do que se pensava, o morro da Igreja é pertencente ao município de Bom Jardim da Serra. É o segundo ponto mais alto do estado e o ponto mais alto habitado da Região Sul do Brasil com 1822 m acima do nível do mar. O acesso é feito pela SC-370 (antiga SC-439) pelo município de Urubici, cerca de 28 km do centro da cidade. No mesmo local está instalado um radar do CINDACTA II que monitora todas as aeronaves que sobrevoam o sul do País, na base aérea da Aeronáutica. A visitação é feita por trilhas, percorridas a pé ou a cavalo, motocross e jeeps, estimulando o turismo de aventura.

- Parque Nacional de São Joaquim: foi criado com o objetivo de garantir a preservação da fauna e flora exclusivas do Sul do país, sobretudo da araucária, também conhecida como pinheiro brasileiro. Com 49 mil hectares, o parque é uma das maiores áreas destinadas à preservação permanente. Abrange os municípios de Urubici, Bom Jardim da Serra, Grão-Pará e Orleans.

- Rio Pelotas: nasce no município, sendo o maior afluente do rio Uruguai. Além deste, mais dezoito rios nascem em Bom Jardim da Serra e desembocam no rio Pelotas. As nascentes do rio Pelotas estão nas encostas do morro da Igreja.

- Serra da Veneza: O tráfego é feito somente a pé ou a cavalo. É situada na localidade de São Bento, a 38 km do centro de Bom Jardim da Serra.

- Serra do Imaruí: O tráfego é feito somente a pé ou a cavalo. É situada na localidade de Santa Bárbara, a 25 km do centro de Bom Jardim da Serra.

- Serra do Rio do Rastro: É pertencente ao município de Lauro Muller e é cortada pela rodovia SC-438. A serra do Rio do Rastro é um dos principais cartões postais do estado de Santa Catarina e a principal ligação da serra Catarinense com o litoral sul do estado. A serra fica a 23 km do centro de Lauro Muller e 12 km do centro de Bom Jardim da Serra. Ao anoitecer, a estrada é iluminada revelando suas sinuosas e belíssimas curvas que é um dos principais destaques da região.

- Mirante da Serra do Rio do Rastro: Fica a 11 km do centro de Bom Jardim da Serra, possui estacionamentos, quiosques e cafeterias. É um dos pontos mais visitados da região onde pode observar as montanhas e a estrada deslumbrante encravada na montanha. Esta estrada é líder em uma pesquisa de uma revista espanhola concorrendo com mais de 10 estradas internacionais. Em dias de céu limpo, é possível a visibilidade do mar.

- Torre de Energia Eólica: Localizada às margens da SC-438 nas proximidades do mirante da serra do Rio do Rastro, no município de Bom Jardim da Serra. A torre tem 44 m de altura e três hélices medindo 22 m cada uma, gerando 600 kWh, que são incorporados na rede de alta tensão. A iluminação da estrada da serra do Rio do Rastro é feita através desta torre.

- Parque Eólico: Localizado no topo da serra do Rio do Rastro, no município de Bom Jardim da Serra. Seu acesso é feito por uma rodovia municipal que fica próxima ao topo da serra. Nesta mesma região está sendo instalado o Condomínio Altos da Serra, o primeiro condomínio fechado de Bom Jardim da Serra.

- Serra do Corvo Branco: Está localizada no município de Grão Pará e é cortada pela rodovia SC-370 (antiga SC-439). A estrada da serra não tem pavimentação e é estreita, o que torna difícil seu percurso.

### Municípios
Os 19 municípios que compõem a serra Catarinense ocupam uma área de mais de 16 000 km², equivalente a 17% do território catarinense. Sua população, é de mais ou menos 280 000 habitantes, que representa 5% da população total catarinense.
- São Joaquim: localizada no meio de um parque nacional com mais de 49 mil hectares, a cidade é atração de inverno durante os meses de inverno, quando frequentemente ocorre as geadas e ocasionalmente ocorre a precipitação de neve . É considerada a cidade mais fria do Brasil.

- Lages: um dos municípios pioneiros no turismo rural, com gastronomia típica gaúcha e italiana, passeios a cavalo por fazendas seculares, a cidade originou-se como um ponto de passagem dos boiadeiros que levavam o gado e o charque para as primeiras regiões consumidoras como o interior de São Paulo e Minas Gerais na época do Brasil Colônia.

- Anita Garibaldi
- Bocaina do Sul
- Bom Jardim da Serra
- Bom Retiro
- Campo Belo do Sul
- Capão Alto
- Cerro Negro
- Correia Pinto
- Curitibanos
- Lages
- Otacílio Costa
- Painel
- Palmeira
- Ponte Alta
- Rio Rufino
- São José do Cerrito
- São Joaquim
- Urubici
- Urupema